# Kuchnia fińska

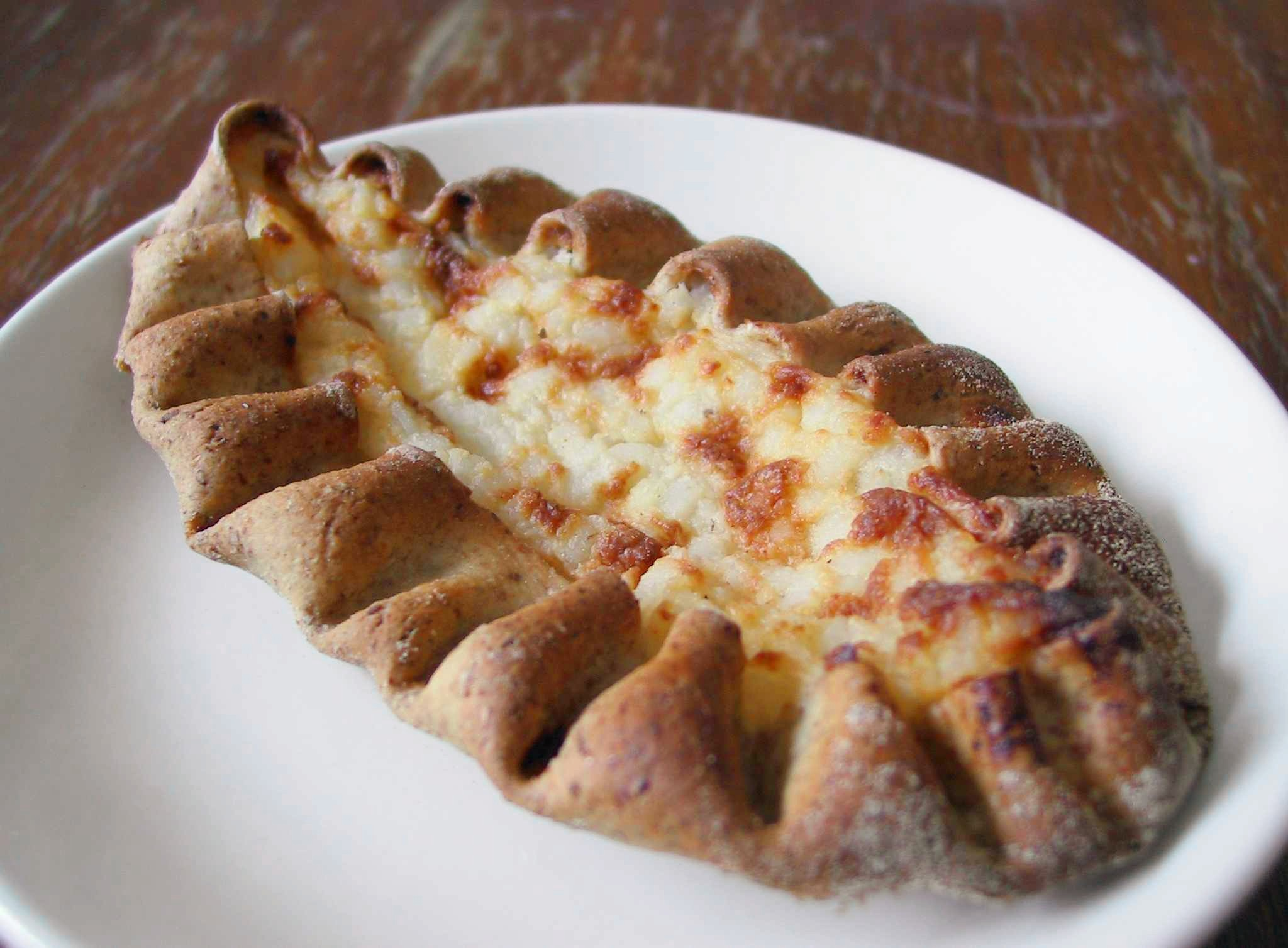
Karjalanpiirakat – tradycyjne fińskie pierogi z cienkiego ciasta żytniego z nadzieniem z ryżu. Przed podaniem na gorącym cieście rozsmarowuje się masło, często zmieszane z drobno pokrojonym gotowanym jajkiem (voimuna paisti)

Kuchnia fińska – sztuka kulinarna Finlandii; ogół potraw i napojów charakterystycznych dla tego kraju.
Łączy dania tradycyjne i haute cuisine z nowoczesną kuchnią w stylu kontynentalnym. Ryby i mięso odgrywają ważną rolę w tradycyjnych fińskich potrawach z zachodniej części kraju, a dania z części wschodniej tradycyjnie bazują na różnych warzywach i grzybach. Fińska kuchnia często używa pełnoziarnistych produktów (żyto, jęczmień, owies) i jagód (np. borówki, brusznice moroszki i owoców rokitnika). Różne odmiany rzepy były powszechne w tradycyjnych potrawach, ale zostały zastąpione przez ziemniaki po ich wprowadzeniu w XVIII wieku. Mleko i jego pochodne, jak maślanka są powszechnie stosowane.
W 2007 roku w głosowaniu zorganizowanym przez gazetę „Iltalehti” czytelnicy uznali karjalanpaisti za fińskie danie narodowe, natomiast w 2016 w podobnym głosowaniu zorganizowanym przez Suomalaisen ruokakulttuurin edistämissäätiö ELO daniem narodowym wybrano chleb żytni, a karjalanpaisti zajęło drugie miejsce.

## Potrawy
Tradycyjne potrawy fińskie to:

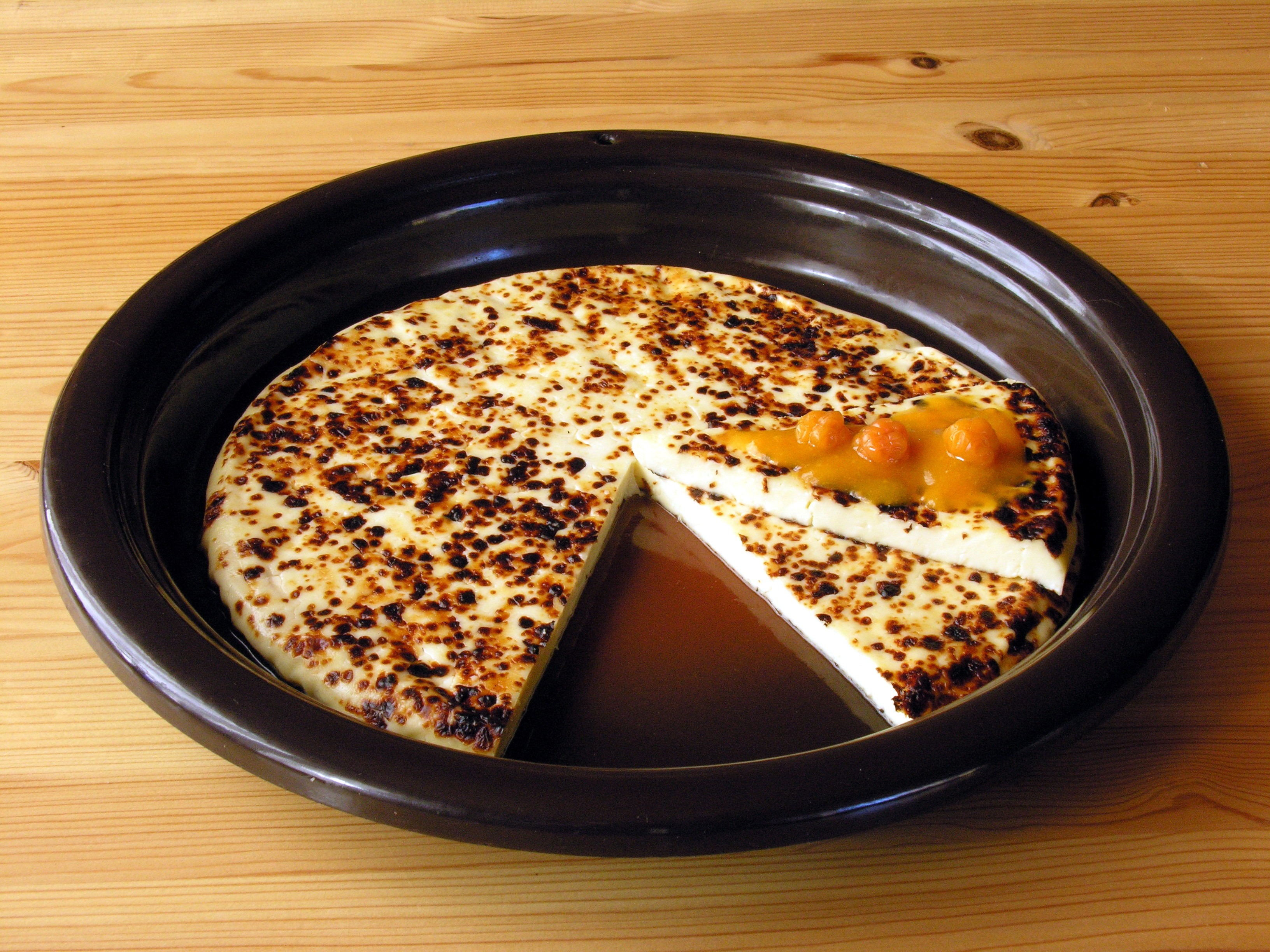
Leipäjuusto tu podany z dżemem z moroszki

- Kaalikääryleet – ruloniki z kapusty
- Dziczyzna: mięso z jelenia, łosia, kaczki, zająca itp.
- Hernekeitto – zupa z zielonego groszku, serwowana w czwartki z naleśnikami na deser
- Leipäjuusto także juustoleipä – podpiekany świeży ser krowi
- Viili – jogurt ze fermentowanego mleka
- Perunamuusi – rodzaj purée ziemniaczanego
- Lihapullat – klopsiki, często z sosem
- Palvikinkku i palviliha – wędzona wieprzowina lub wołowina

Desery
- Pulla, słodki chleb jedzony jako deser
  - korvapuustit - pulla zwijane w roladki z cynamonem i cukrem
- Złoty deser moroszkowy
- Kiisseli
- Vispipuuro - słodki różowy deser z owsianki i jagód (zazwyczaj brusznic), serwowany z mlekiem i cukrem
- Tarta Runeberga nazwana na cześć poety J.L. Runeberga, podawana w jego wspomnienie 5 lutego.
- Rönttönen - ciastko z nadzieniem brusznicowym
- Pannukakku -naleśnik pieczony w piekarniku[6]

### Przystawki
- Graavilohi - Łosoś marynowany
- Paistettu Matia - smażona ikra
- Veripalttu   Kluski z krwią

### Potrawy świąteczne

#### Ostatki

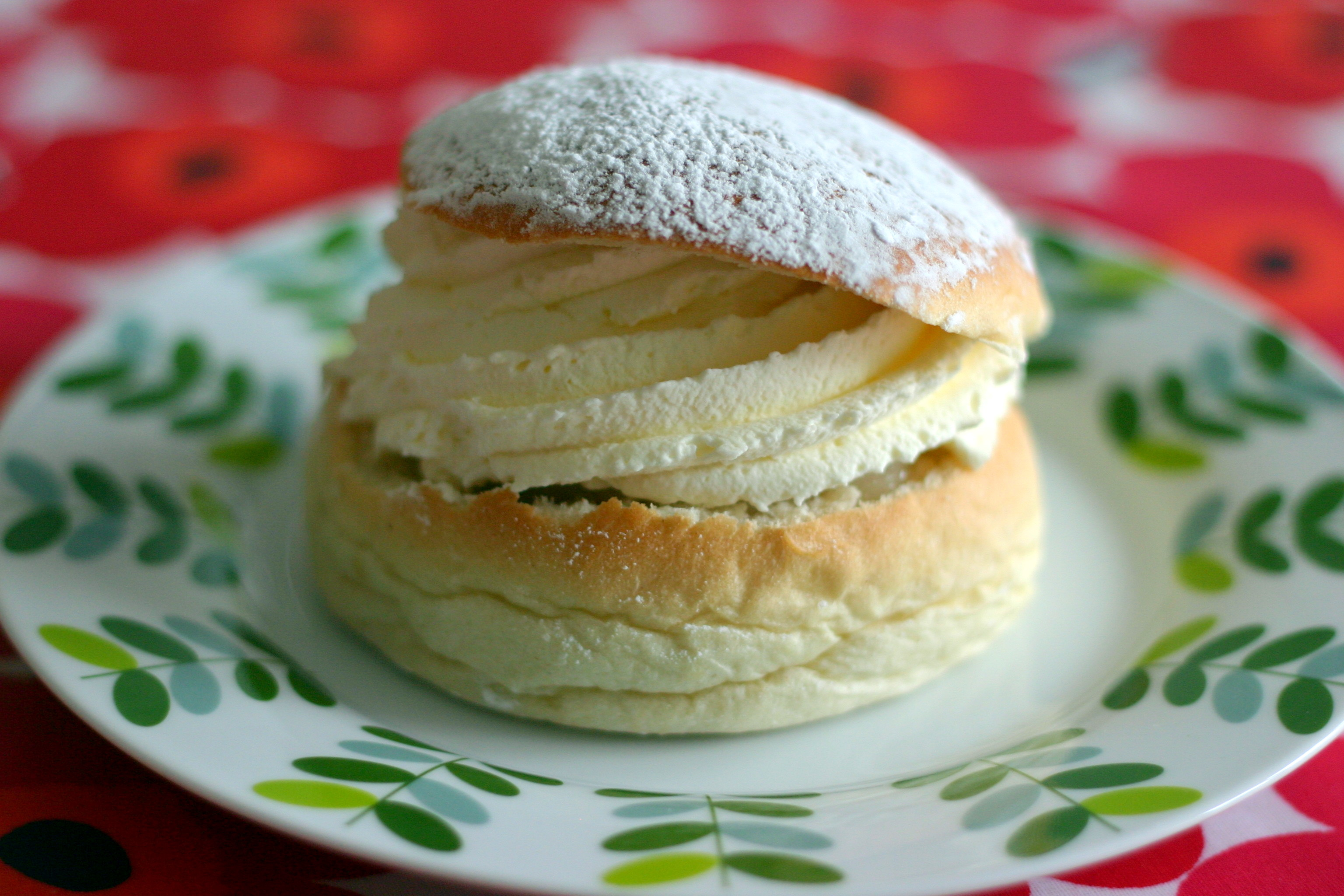
Laskiaispulla

- Laskiaispulla – ciastko nadziewane bitą śmietaną, pastą migdałową lub dżemem

#### Wielkanoc
- Mämmi – wielkanocny pudding słodzony żytnią owsianką, serwowany z cukrem, mlekiem lub śmietaną
- Pascha – deser pochodzący z Rosji

#### Vappu
- Sima – miód pitny
- Munkki – smażone ciasto pulla posypane cukrem
- Tippaleipä

#### Boże Narodzenie
- Joulupöytä (dosł. stół świąteczny) – zestaw wielu typowo świątecznych dań
- Glögi – grzane wino podawane w sezonie zimowym

## Kuchnia regionalna

### Laponia

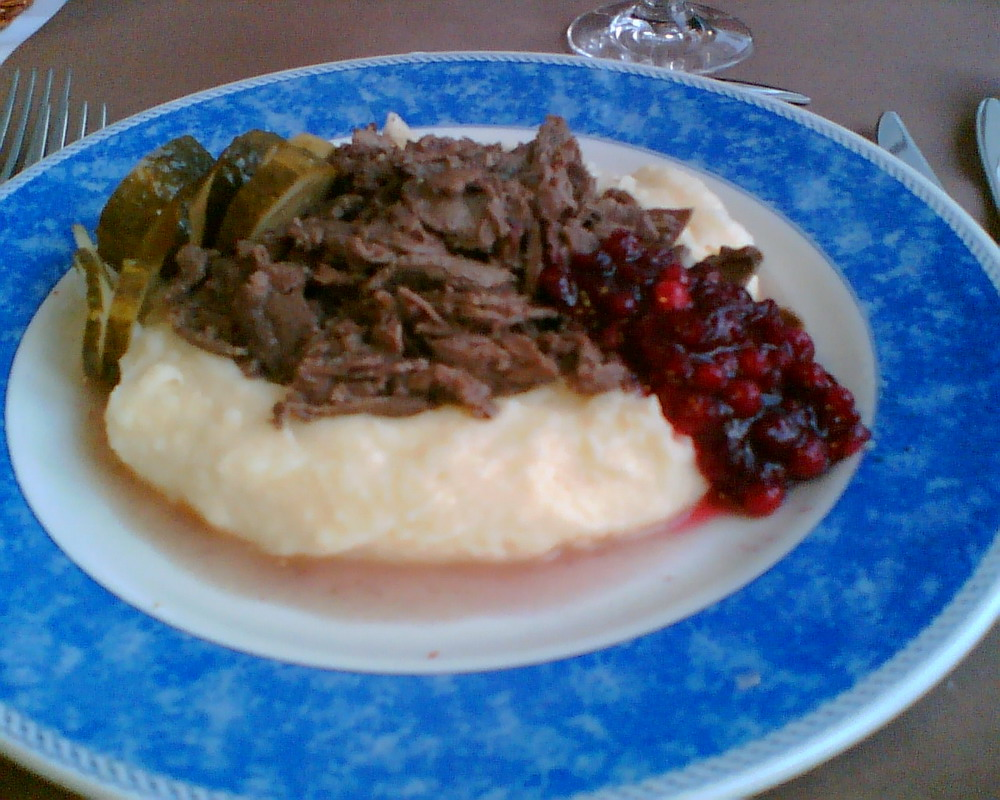
Renifer sautée z purée ziemniaczanym, dżemem brusznicowym i kiszonymi ogórkami

- Poronkäristys – mięso renifera krojone w długie i wąskie paski, sautée
- Lohikeitto – zupa z łososia ze śmietaną

### Karelia
- Karjalanpiirakat – rodzaj płaskiego pieroga otwartego, składającego się z dwóch warstw: spodniej z ciasta z mąki pszenno-żytniej, oraz wierzchniej, wykonanej z purée ziemniaczanego lub gotowanego ryżu
- Karjalanpaisti – potrawa typu eintopf, częsty element bożonarodzeniowego menu w całej Finlandii
- Sultsina – sprzedawana na rynku w  Joensuu i okolicy

### Sawonia
- Kalakukko – ciasto z rybnym nadzieniem
- Mykyrokka – zupa z krwi zwierzęcej z pierogami
- Lörtsy – słodkie ciastko nadziewane dżemem

### Ostrobotnia i Wyspy Alandzkie
W związku z wyraźnymi wpływami kultury szwedzkiej, kuchnia zachodnia różni się znacząco od wschodniej.
- Klimppisoppa – zupa z mąką i pierogami
- Ålandskie naleśniki – zazwyczaj z resztek owsianki, serwowane z zupą śliwkową
- Szwedzki svartbröd "czarny chleb" ze szwedzkojęzycznych regionów Åland; podobny  skärgårdslimpa ("wyspiarski chleb", w nawiązaniu do Åland), wyrabia się na południowym wybrzeżu, a w Malaxie w Ostrobotnii malaxlimpa. Chleb żytni, zabarwiony ciemnym syropem

### Inne specjalności
- Mustamakkara z Tampere – kiełbasa z krwi
- Rössypottu z Oulu – eintopf z dziczyzny i wieprzowiny
- Hapanvelli z Virolahti – żytnia owsianka z groszkiem

## Posiłki

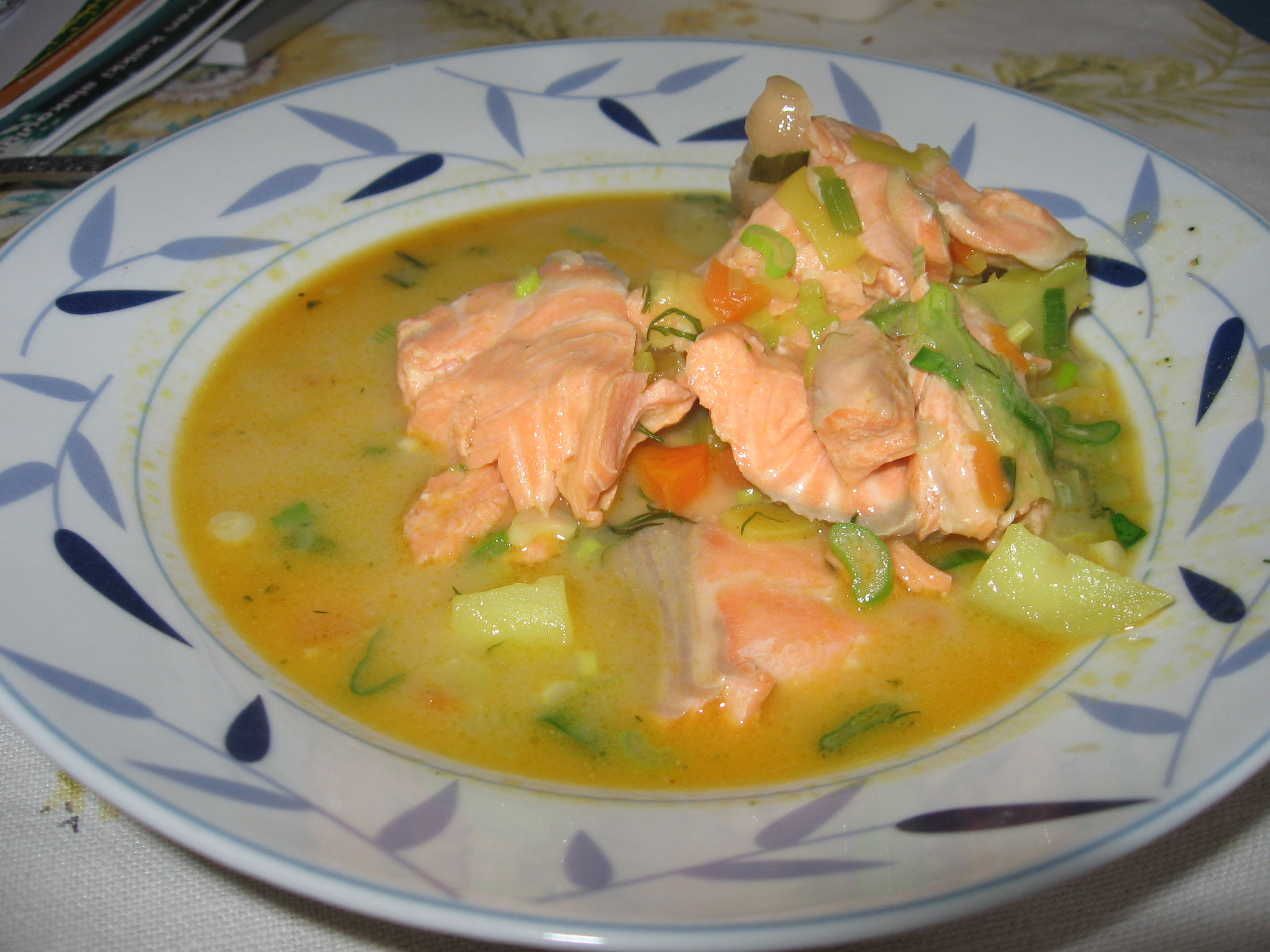
Lohikeitto – popularna w krajach nordyckich zupa z łososia

W Finlandii spożywane są trzy główne posiłki w ciągu dnia: śniadanie, obiad i kolację. Posiłki są często jednodaniowe, składające się z mięsa, do tego ziemniaków, ryżu lub makaronu. Zupy nie są podawane na przystawki, częściej są cięższym pojedynczym posiłkiem. Podczas posiłków pije się często wodę, nalewaną prosto z kranu.

### Śniadanie
Śniadanie jest postrzegane jako istotny posiłek i zwykle składa się z kanapek. Kanapka jest często posmarowana margaryną, ma pikantne dodatki, takie jak żółty ser lub wędliny. Produkty z kwaśnego mleka, takie jak jogurt lub viili są także powszechne, zazwyczaj podawane w misce z płatkami kukurydzianymi lub muesli, a czasem z cukrem, owocami lub dżemem. Je się też owsiankę (puuro) i spożywane z masłem voisilmä lub z mlekiem, owocami lub dżemem, zwłaszcza z malin lub truskawek (czasami z borówek). Napoje to mleko, soki, herbaty lub kawy.

### Przerwy na kawę
Finowie piją dużo kawy. Piciu kawy często towarzyszą słodkie bułki lub kanapki. Większość firm wyznacza czas wolny na przerwy na kawę, a podawanie kawy jest nieodłączną częścią każdej wizyty w prywatnym domu.